# Tomoe nage

Tomoe nage

Der Tomoe nage (jap. 巴投) ist einer der 40 traditionellen Judo-Würfe nach Kanō Jigorō. Er gehört zur dritten Gruppe (Sankyo) der traditionellen Wurf-Liste, der traditionellen Gokyo (no waza) und den 67 aktuellen Würfen des Kōdōkan.
Zudem ist er der Gruppe der Ma-sutemi (Selbstfall- oder Opferwürfe nach hinten) zugeordnet.

## Name
Seine Bezeichnung erhielt der Wurf nach einem traditionellen, japanischen Symbol, dem Tomoe, das seinerseits von einem Wasserstrudel inspiriert ist. Die Ähnlichkeit des ausgeführten Wurfes von der Seite betrachtet, bei dem beide Kämpfer um eine gedachte Achse kreisen, führte zur Benennung der Technik.

## Ausführung
Tori greift zunächst mit beiden Händen in Ukes Revers. Er gibt sein Gleichgewicht nach hinten auf, in dem er sich an Uke hängt und bricht so dessen Gleichgewicht nach vorne. Während Uke nach vorne zu kippen beginnt setzt Tori seinen Fuß an Ukes Schambein oder dessen Leiste an und zwingt Uke durch Zug mit den Armen und Druck mit dem Fuß zu einer Fallrolle vorwärts über Tori. Toris zweiter Fuß bleibt auf dem Boden und verhilft ihm zu einer stabilen Endposition, in der beide Akteure Kopf an Kopf auf dem Rücken liegen.
Es existieren verschiedene Variationen. Beispielsweise kann der Tori die Rückwärtsrolle vollenden und sich somit zum Ende der Technik auf dem Uke positionieren.

## Abwehr
Eine Abwehr der Technik kann u. a. darin bestehen, rechtzeitig in die Hocke zu gehen oder den sich hebenden Fuß des Angreifers abzuwehren.